# Пластичные взрывчатые вещества
Пласти́чные взры́вчатые вещества́ — взрывчатые вещества (ВВ) и смеси, обладающие пластичностью.
Пластичная взрывчатка обычно дороже традиционной. Поэтому такие вещества не применяют для производства снарядов, а используют в военном и инженерном деле для подрыва конструкций: чтобы надёжно разрушить, например, рельс, достаточно облепить его взрывчаткой и вставить детонатор.

## Терминология
Наиболее точным с технической точки зрения является термин пластичные взрывчатые вещества. Часто в разговорной речи употребляется ошибочный термин пластит, пластид (пластид C-4). Пластичное ВВ C-4, разработанное в США, другие пластичные ВВ не называются пластидом или пластитом. Термин «пластиды» употребляется в биологии для обозначения одной из органелл клетки. «Пластит» — зарегистрированная торговая марка нескольких продуктов (например, акриловый клей для керамической плитки «Plastit»® израильской фирмы «Termokir», пластиковые шурупы «Plastite»® фирмы «Research Engineering & Manufacturing Inc.» (REMIC) из США).
В английском языке употребляются термины
- plastic explosives — пластичные взрывчатые вещества. Перевод «пластиковая взрывчатка» является неграмотным.
- polymer-bonded explosives или plastic-bonded explosives (PBX) — взрывчатые вещества с пластичным связующим.

В общем случае эти термины не являются эквивалентами.

## Состав и классификация
По химическому составу пластичные ВВ обычно подразделяют на:
- взрывчатые вещества с полимерным (пластичным или эластичным) связующим
- пластичные взрывчатые вещества с низкомолекулярным связующим
- водонаполненные пластичные взрывчатые вещества — в которых содержание воды намного превышает равновесную влажность

## Взрывчатые вещества с полимерным связующим
| Наименование      | Взрывчатый компонент и его содержание | Полимер и его содержание                   | Применение                                        |
| ----------------- | ------------------------------------- | ------------------------------------------ | ------------------------------------------------- |
| ПВВ-5А            | 85 % Гексоген                         | 5 % полиизобутилен, 10 % минеральное масло |                                                   |
| ПВВ-7             | 71,5 % Гексоген/17% алюминий          | 11,5 % полиизобутилен                      | Заряды разминирования                             |
| Гексопласт ГП-87К | 82,5 % Гексоген                       | бутилкаучук                                | Импульсная обработка металлов, упрочнение взрывом |

| Наименование НАТО | Взрывчатый компонент и его содержание     | Полимер и его содержание                                                          | Применение     |
| ----------------- | ----------------------------------------- | --------------------------------------------------------------------------------- | -------------- |
| X-0242            | 92 % Октоген                              | 8 % полимер                                                                       |                |
| EDC-37            | 91 % Октоген/Нитроцеллюлоза               | 9 % полиуретан                                                                    |                |
| PBXN-5            | 95 % Октоген                              | 5 % фторэластомер                                                                 |                |
| PBXN-106          | Гексоген                                  | Полиуретан                                                                        |                |
| LX-14-0           | Октоген 95,5 %                            | «Estane» и «5702-Fl» 4,5 %                                                        |                |
| LX-10-0           | Гексоген 95 %                             | Витон-A 5 %                                                                       |                |
| LX-10-1           | Октоген 94,5 %                            | Витон-A 5,5 %                                                                     |                |
| PBX-9501          | Октоген 95 %                              | Estane 2,5 %; бис-(2,2-динитропропил)-формаль 2,5 %                               |                |
| PBX-9404          | Октоген 94 %                              | Нитроцеллюлоза 3 %; «CEF» 3 %                                                     |                |
| LX-09-1           | Октоген 93,3 %                            | бис-(2,2-динитропропил)-формаль 4,4 %; бис-(2-фтор-2,2-динитроэтил)-формаль 2,3 % |                |
| LX-09-0           | Октоген 93 %                              | бис-(2,2-динитропропил)-формаль 4,6 %; бис-(2-фтор-2,2-динитроэтил)-формаль 2,4 % |                |
| LX-07-2           | Октоген 90 %                              | Витон-A 10 %                                                                      |                |
| PBX-9011          | Октоген 90 %                              | «Estane» и «5703-Fl» 10 %                                                         |                |
| LX-04-1           | Октоген 85 %                              | Витон-A 15 %                                                                      |                |
| LX-11-0           | Октоген 80 %                              | Витон-A 20 %                                                                      |                |
| LX-15             | Гексанитростильбен 95 %                   | «Kel-F» 800 5 %                                                                   |                |
| LX-16             | Пентаэритриттетранитрат 96 %              | «FPC461» 4 %                                                                      |                |
| PBX-9604          | Гексоген 96 %                             | «Kel-F 800» 4 %                                                                   |                |
| PBX-9407          | Гексоген 94 %                             | «FPC461» 6 %                                                                      |                |
| PBX-9205          | Гексоген 92 %                             | Полистирол 6 %; Диоктилфталат 2 %                                                 |                |
| PBX-9007          | Гексоген 90 %                             | Полистирол 9,1 %; Диоктилфталат 0,5 %; смола 0,4 %                                |                |
| PBX-9010          | Гексоген 90 %                             | «Kel-F 3700» 10 %                                                                 |                |
| PBX-9502          | Триаминотринитробензол 95 %               | «Kel-F 800» 5 %                                                                   | Ядерные заряды |
| LX-17-0           | Триаминотринитробензол 92,5 %             | «Kel-F 800» 7,5 %                                                                 |                |
| PBX-9503          | Триаминотринитробензол 80 %; Октоген 15 % | «Kel-F 800» 5 %                                                                   |                |

## Дополнительная информация
- Взрывчатые вещества с пластичным связующим (англ.)